# Cremnomys
Cremnomys é um género de roedor da família Muridae.

## Espécies
- Cremnomys cutchicus Wroughton, 1912
- Cremnomys elvira (Ellerman, 1946)